# Johann Joseph Rospatt
Johann Joseph Rospatt (* 2. August 1801 in Bonn; † 22. Dezember 1881 in Münster) war ein deutscher Lehrer und Historiker.

## Leben
Rospatt war Sohn eines Gutsbesitzers und besuchte das Gymnasium in Bonn. Anschließend studierte er von 1821 bis 1825 Philologie und Geschichte in Bonn und Leipzig und schloss mit der Lehramtsprüfung ab. Von 1826 bis 1850 war er Lehrer am Gymnasium Münstereifel, wo er zum Oberlehrer und Titularprofessor aufstieg. 1850 wurde er promoviert und im gleichen Jahr als ordentlicher Professor der Geschichte an die Universität Münster berufen. Das Kultusministerium war durch seine zahlreichen Veröffentlichungen auf ihn aufmerksam geworden. An der Universität Münster war er vier Mal Dekan der Philosophischen Fakultät und 1858/59 Rektor.
Rospatt engagierte sich im Historischen Verein Münster, im Verein für Geschichte und Altertumskunde Westfalens sowie in der Gesellschaft Deutscher Naturforscher und Ärzte.

## Schriften (Auswahl)
- Kritische Beiträge zur ältesten Geschichte der Franken. Joh. Georg Schmitz, Köln [1835]
- Die deutsche Königswahl bis auf die Feststellung durch die goldene Bulle: ein historischer Versuch. Habicht, Bonn 1839.
- Die politischen Parteien Griechenlands, ihre Stellung und Einwirkung auf die Angelegenheiten des Landes bis zu seinem Untergange durch die Makedonier. Lintz, Trier 1844.
- Die Vertheidigungskriege der Römer am Rhein seit der ersten Hälfte des dritten Jahrhunderts n. Chr. bis zum Untergange der Römerherrschaft in Gallien. In: Programm zu der Prüfung und Schlußfeierlichkeit, welche am Gymnasium zu Münstereifel ... gehalten werden, und wozu die Gönner und Freunde des Gymnasiums hiermit ergebenst einladet, Bonn 1847, S. [3]–28.
- De Corsica insula a Romanis capta. Regensberg, Münster 1850.
- De expeditionibus Hannibalis inde a proclis ad locum Trasimenum usque ad cladem Cannensem institutis. In: Index lectionum auspiciis augustissimi ac potentissimi regis Friderici Guilelmi IV. in Academia Theologica et Philosophica Monasteriensi ... publice privatimque habendarum, Münster 1858, S. 1–29.
- Untersuchungen über die Feldzüge des Hannibal in Italien. Regensberg, Münster 1864.
- [De ultimis Rebus regni Macedonici]. In: Index lectionum auspiciis augustissimi ac potentissimi regis Guilelmi in Academia Theologica et Philosophica Monasteriensi ... publice privatimque habendarum, Münster 1870.